# Iron Marge
«Iron Marge» (titulado «Marge a la plancha» en España) es el sexto episodio de la trigésimo quinta temporada de la serie de televisión animada estadounidense Los Simpson, y el 756 en total. Se emitió en los Estados Unidos en Fox el 12 de noviembre de 2023. El episodio fue dirigido por Matthew Faughnan y escrito por Mike Scully.
En este episodio, Bart y Lisa compran un regalo de cumpleaños para Marge, que se siente decepcionada con él, por lo que intentan saber más sobre ella. Megan Mullally actuó como invitada en el papel de Sarah Wiggum. El episodio recibió críticas positivas.

## Trama
A altas horas de la noche, se produce un accidente de coche frente a la casa de los Simpson. Mientras los Simpson y sus vecinos investigan, las mujeres comparan sus batas. Se dan cuenta de que la bata de Marge está desgastada. Mientras tanto, Homer evita que Kirk Van Houten pise un cable con corriente. Publica una advertencia en las redes sociales, pero su clasificación es la última. Más tarde, Lisa quiere comprarle a Marge una bata nueva con Bart por su cumpleaños. En la tienda, ven un juguete de espionaje y lo compran en lugar de la bata. Reciben una funda de tabla de planchar gratis para regalársela a Marge al solicitar una tarjeta de crédito de la tienda.
En la fiesta de cumpleaños de Marge, los niños le regalan la funda para la tabla de planchar. Marge finge estar contenta. Más tarde, utilizando su equipo de espionaje, oyen a Marge hablando con Ned Flanders sobre lo triste que estaba por su regalo. Bart y Lisa se sienten culpables y deciden saber más sobre Marge. Descubren que Marge tenía un loro de niña, pero que su madre lo mandó lejos. Deciden ir a buscarlo y devolvérselo. Mientras tanto, Homer publica más advertencias de peligro en las redes sociales, pero exagera sus peligros para aumentar su clasificación. Compite con Agnes Skinner y ambos caen en un socavón.
Bart y Lisa encuentran al dueño del loro, que dice que se ha escapado de su jaula. Al volver a casa, ven al loro en un árbol cercano. Utilizan una grabación de la voz de Marge, obtenida con el kit de espionaje, para capturar al pájaro. En casa, Marge se encuentra con el loro, que empieza a atacarla y a dañar la casa. Ella le explica que así es como el loro expresa su afecto, razón por la cual fue enviado lejos. Sin embargo, Marge se conmueve ante el esfuerzo de Bart y Lisa por recuperar al loro. Deciden devolver el loro a su dueño. Mientras tanto, Homer y Agnes discuten en el sumidero. Cuando Agnes se atraganta mientras come un caramelo, Homer la rescata. Llega a la conclusión de que quiere salvar a la gente en lugar de competir por una clasificación, así que ayuda a Agnes a salir del sumidero. Sin embargo, Agnes le abandona.
Más tarde, se produce otro accidente de coche nocturno fuera de la casa, y los vecinos salen a investigar. Las mujeres se dan cuenta de que Marge tiene una bata nueva y se quedan impresionadas, pero no ven ningún coche. Marge, Bart y Lisa habían utilizado el kit de espionaje para generar el sonido del accidente de coche.

## Producción
El guionista Mike Scully basó este episodio en una experiencia infantil en la que él y su hermano compraron un regalo desconsiderado para su madre en unos grandes almacenes. También le pillaron robando en la misma tienda en otra ocasión, lo que se convirtió en la premisa del episodio de la séptima temporada «Marge Be Not Proud».

## Lanzamiento
El episodio se emitió simultáneamente en los Estados Unidos en todas las zonas horarias a las 20.30 h ET/5.30 h PT tras un episodio especial de la serie de televisión Krapopolis.

## Recepción

### Audiencia
El episodio obtuvo una audiencia de 0,55 con 1,92 millones de espectadores, siendo el segundo programa más visto de Fox esa noche.

### Respuesta de la crítica
John Schwarz de Bubbleblabber calificó el episodio con un 8 sobre 10. Le gustó ver al loro aterrorizando a la familia. También le gustó el comentario procedente de la subtrama de Homer ser un cartel de los medios sociales. Chaeyeon Park de Comic Book Resources (CBR), alabó el comentario sobre los sentimientos de las madres y el trato que éstas reciben de sus hijos. A Park también le gustó que Bart y Lisa fueran retratados como niños sin que Bart fuera travieso ni Lisa estuviera bien informada. Según Chris Grudge de CBR «Iron Marge» es el sexto mejor episodio de la trigésimo quinta temporada de la serie. Señaló que era un episodio conmovedor y destacó la búsqueda secundaria de Homer. Keegan Kelly de Cracked señaló que se trataba de «una entrada anodina para el episodio 756 de Los Simpson». Según él, los guionistas «cubrieron un territorio muy trillado al contar la historia de Lisa y Bart».